# Frederico Cunha

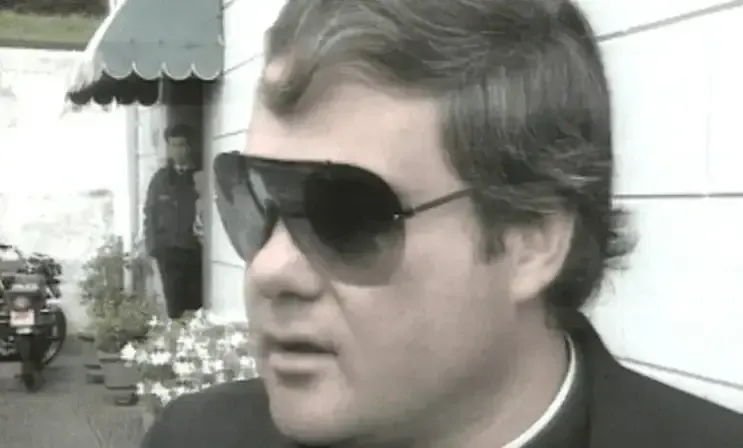
Frederico Cunha, noch in Priesterkleidung

Frederico Marcos da Cunha (* 12. April 1950 in Natal, Brasilien) ist ein wegen Mordes und sexuellen Missbrauchs von Kindern und Jugendlichen verurteilter, laisierter römisch-katholischer Priester und Mitglied des Engelwerkes. Durch seine Flucht im Jahr 1998 entzog er sich dem Strafvollzug, in Portugal wurde er mit einem Einreiseverbot belegt.

## Leben

### Studien und Beruf
In Brasilien schloss sich Cunha dem Engelwerk, einer von der angeblichen Mystikerin Gabriele Bitterlich in Österreich gegründeten innerkatholischen Gruppierung, und in Italien der Ordensgemeinschaft der Regularkanoniker vom Heiligen Kreuz (kurz: Kreuzorden) innerhalb des Engelwerkes an. Dessen Lehren führen aus: „Es darf keiner über das, was er gesehen oder gehört hat oder zu tun aufgetragen bekommen hat, etwas aussagen. Meist steht der Tod darauf“. Cunha kam im Jahr 1981 mit anderen Engelwerk-Mitgliedern nach Europa. Er absolvierte sein Theologiestudium am portugiesischsprachigen päpstlichen Kolleg in Rom, das zu dieser Zeit von Teodoro de Faria geleitet wurde.
Im Jahr 1983, zwischenzeitlich von Papst Johannes Paul II. zum Bischof von Funchal ernannt, nahm Teodoro de Faria Cunha nach dessen Profess im Kreuzorden in seine Diözese auf der portugiesischen Insel Madeira auf und ernannte ihn, im Wissen um Cunhas Homosexualität, zu seinem Privatsekretär. Der Klerus auf Madeira nahm das Interesse des Bischofs an „einer derart bizarren Person“ mit Verwunderung auf. Auf Madeira kam es häufig wegen der „wenig rechtgläubigen Regeln“, die Cunha aufstellte, zu Beschwerden von Gläubigen über den Pater. Zudem fiel er auf, da er Totenkopfsymbole an Gürtelschnalle und Ring trug.
Nach wiederholten Versetzungen von Pfarrei zu Pfarrei, unter anderem nach Piquinho, wo er sich nach den Sonntagsmessen mehreren Kindern gleichzeitig unter dem Vorwand einer spielerischen „Sofa-Technik“ sexuell genähert hatte, blieb Cunha schließlich von 1987 bis 1990 in der Pfarrei São Jorge im Norden von Madeira, wo er seinen späteren Komplizen Miguel Noite kennenlernte und ein Verhältnis mit ihm einging. Dort kam es im Pfarrhaus mehrfach zur Päderastie. Statt dem Priester nochmals eine neue Pfarrei zu unterstellen, ernannte Bischof Faria ihn zum Religionslehrer in Machico.

### Mord an Luís Miguel Correia

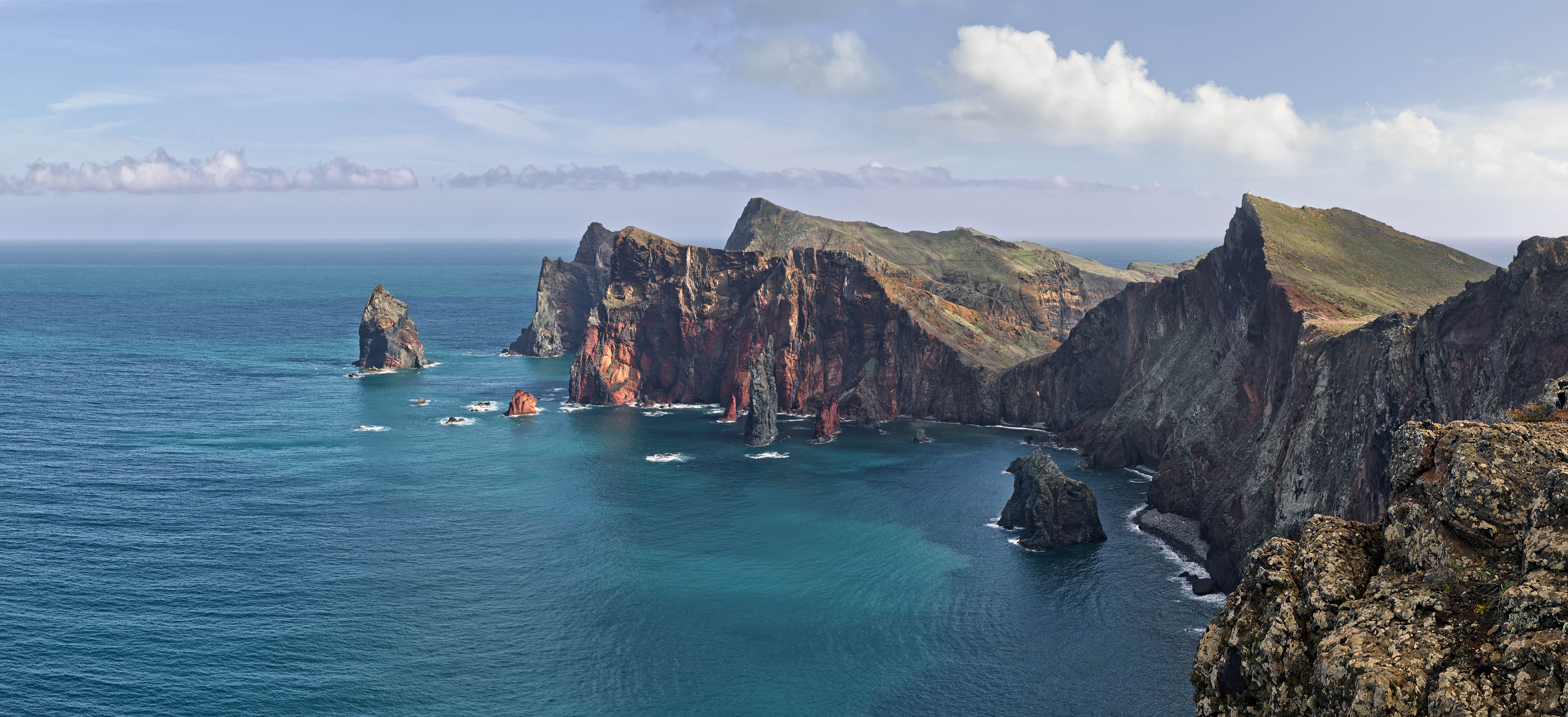
Der Tatort: Ponta de São Lourenço bei Caniçal im Osten Madeiras

Caniçal (rot) im Kreis Machico (dunkelgrau); ganz rechts im Bild die Landzunge Ponta de São Lourenço

Am Morgen des 2. Mai 1992 wurde der 15-jährige Pfadfinder Luís Miguel Escórcio Correia am Strand unterhalb der Klippen bei Caniçal, wo das Engelwerk seine Niederlassung Casa do Caniçal unterhielt, von seinem Vater tot aufgefunden. Die Polizei ging zunächst von einem tödlichen Unfall aus. Erst bei der Obduktion der Leiche stellte der Gerichtsmediziner Emanuel Pita fest, dass mehrere Verletzungen, darunter die tödliche Kopfverletzung und Risse an den Händen, nicht vom Sturz von der Klippe herrühren konnten. Aufgrund der Obduktionsergebnisse wurde ein strafrechtliches Ermittlungsverfahren gegen Unbekannt eingeleitet. Straf- und Vollstreckungsverfahren wurden von Vertuschungsmaßnahmen sowie versuchter und vollendeter Strafvereitelung und zuletzt Gefangenenbefreiung überschattet.

#### Verhaftung und Ermittlungsverfahren
Die portugiesische Polizei leitete ein Ermittlungsverfahren ein, nachdem ein anonymer Zeuge im Mai 1992 telefonisch gemeldet hatte, Cunhas Auto am Tatort gesehen zu haben. Im Lauf des Verfahrens meldeten sich vier Zeugen, die angaben, als Kinder oder Jugendliche von Cunha zu sexuellen Handlungen gezwungen worden zu sein. Im Verlauf einer Hausdurchsuchung in Cunhas Räumlichkeiten fand die Polizei Serien von kinder- und jugendpornografischen Fotos, die der Priester von seinen Opfern aufgenommen hatte. Am 25. Mai 1992 wurde Cunha in der Pfarrei Água de Pena, während er eine Messe zelebrierte, verhaftet und im Gefängnis der Stadt Funchal in Untersuchungshaft genommen.
Der Ortsbischof des Bistums Funchal, Teodoro de Faria, protestierte gegen Cunhas Verhaftung und bezeichnete ihn als „unschuldig wie Jesus Christus“ und griff die Juden verbal an. Viele Katholiken zeigten sich in der Presse von diesem Vergleich „überrascht, schockiert und beschämt“. Zahlreiche Priester im Bistum versuchten hingegen, auf Zeugen einzuwirken, um sie zu Falschaussagen zugunsten des Beschuldigten zu bewegen. Mehrere Priester des Engelwerkes, das im Tatjahr nach Eigenangaben knapp 10.000 reglementierte Mitglieder hatte, versuchten darüber hinaus mit derselben Absicht, Zeugen zu bestechen. Engelwerk-Gründerin Gabriele Bitterlich hatte Lügen von Engelwerk-Mitgliedern schon vor Cunhas Beitritt als „Engelspiritualität“ gerechtfertigt.
Mehrere Zeugen erklärten, Cunha in Begleitung Correias zur Tatzeit in der Nähe des Tatortes, einer Aussichtswarte auf den Klippen von Caniçal, gesehen zu haben. Cunhas Patenkind Miguel Noite versuchte seinem Freund und Firmpaten ein Alibi zu verschaffen, indem er behauptete, er selbst und nicht das Mordopfer habe sich mit Cunha auf der Aussichtswarte befunden. Dieses Alibi stellte sich dank der Aussagen der Direktorin und der Rezeptionistin des Hotels Maltur, wo sich Cunha in der Nacht vom 1. zum 2. Mai aufgehalten hatte, als haltlos heraus. Beide Zeuginnen bestätigten, dass Cunha im Hotel einen Anruf von Noite erhalten hatte. Daraufhin habe Cunha aus Angst, das Telefonat könne abgehört worden sein, einen Tobsuchtsanfall erlitten, in dessen Verlauf er Vorwürfe an die Rezeptionistin richtete.
Zwei Entlastungszeugen konnten im Verlauf des Verfahrens des Meineides überführt werden. Die Zeugin Moniz Alves behauptete, Correia habe sich zum mutmaßlichen Tatzeitpunkt gegen 23 Uhr am 1. Mai 1992 tanzend in einer Bar befunden. Später gestand Alves, von Cunhas Mutter Leonor Barros da Cunha Bestechungsgeld für die Aussage erhalten zu haben. Der Imbissstubenbesitzer Pedro Melim behauptete eidlich, Correia spätabends am Tattag ein Sandwich zum sofortigen Verzehr verkauft zu haben. Durch das Obduktionsprotokoll stellte sich heraus, dass Melim gelogen hatte, denn im Magen des Toten waren keine Speisereste, sondern nur Salzwasser gefunden worden.
Cunha selbst ließ sich nur teilweise zum Tatvorwurf ein und verweigerte die Antwort auf die Frage des Richters, ob er homosexuell sei. Auf mehrere Fragen des Gerichts antwortete er, sich nicht erinnern zu können, verwickelte sich in Widersprüche und bestritt die ihm zur Last gelegten Straftaten. Ferner bestritt er seine Mitgliedschaft im Kreuzorden und räumte lediglich ein „nichtkanonisches sechsmonatiges Noviziat im Engelwerk von 1977 bis 1978“ ein, obwohl dieses erst nach der Restaurierung des Kreuzordens 1979 Novizen aufnehmen konnte. Im Kirchenrecht existiert weder ein sechsmonatiges noch ein nichtkanonisches Noviziat. Auch spätere gerichtliche Untersuchungen und Presserecherchen widerlegten Cunhas Einlassungen.

#### Hauptverhandlungen und Urteile
Nach Abschluss der Ermittlungen wurden im Februar 1993 vor dem Bezirksgericht in Santa Cruz Anklagen gegen Cunha und Noite wegen qualifizierten Mordes an einem Minderjährigen zur Verdeckung einer Sexualstraftat erhoben. Der gesamte Strafrahmen für beide Taten betrug 12–28 Jahre, die lebenslange Freiheitsstrafe war in Portugal bereits abgeschafft.
Das Geschworenengericht unter Vorsitz von Strafrichter Sílvio Sousa gelangte zu dem Schluss, Cunha habe Correia am 1. Mai 1992 in Caniçal angetroffen und ihm angeboten, ihn als Tramper in seinem Auto mitzunehmen. Am Aussichtspunkt auf den Klippen außerhalb des Dorfes bei Ponta de São Lourenço habe Cunha versucht, den Jugendlichen zu sexuellen Handlungen zu zwingen. Aus Angst vor Entdeckung habe Cunha Correia niedergeschlagen und von einer Klippe geworfen. Nach der Aussage zweier Zeugen räumte Cunhas Verteidiger in erster Instanz, Alvez Teixeira, die von seinem Mandanten begangenen pädophilen Handlungen im Vorfeld des Mordes ein, bestritt aber dessen Begehung durch Cunha, der bei seinen früheren Sexualstraftaten nie Gewalt angewendet habe.
Im März 1993 wurde Cunha gemäß der Ergebnisse der Beweisaufnahme per Sachbeweis einstimmig zu einer 13-jährigen Gesamtstrafe und anschließender Abschiebung aus Portugal verurteilt. Verteidigung und Staatsanwaltschaft gingen in Berufung, bevor das Urteil rechtskräftig wurde. Miguel Noite wurde von den Vorwürfen des Mordes und sexuellen Missbrauchs freigesprochen, aber wegen Strafvereitelung zu einem Jahr und drei Monaten Freiheitsstrafe auf Bewährung verurteilt. Auch Noite ging in Berufung zum Supremo Tribunal de Justiça, dem obersten Strafgericht Portugals in Lissabon. Allen Berufungsanträgen wurde stattgegeben.
Im Februar 1994 bestätigte das Supremo Tribunal als letzte Instanz beide Schuldsprüche und das jeweilige Strafmaß. Als Tattag wurde der 1. Mai 1992 festgestellt. Cunha wurde zusätzlich verurteilt, den Hinterbliebenen des Mordopfers 1.600.000 Escudos als Entschädigung zu zahlen. Alle späteren Anträge des Verteidigers Romeu Francês auf Wiederaufnahme des Verfahrens gegen Cunha wurden abgewiesen, die Verurteilung wurde rechtskräftig. Noite verließ Portugal nach dem Urteil. Ortsbischof Teodoro de Faria wurde wegen Druckausübung auf die Justiz verurteilt.
18 Jahre nach dem Mord erklärte Staatsanwalt João Freitas öffentlich, im Lauf des Strafverfahrens mehrfach unter Druck gesetzt worden zu sein, um einen Freispruch des Angeklagten zu erzwingen. Freitas gab an, der Druck sei nicht alleine von kirchlicher Seite ausgeübt worden; er selbst sei praktizierender Katholik.

#### Während der Strafhaft in Portugal
Seit der rechtskräftigen Verurteilung verbüßte Cunha die ersten Jahre seiner Strafe im Gefängnis Vale dos Judeus (port. für Tal der Juden) in Alcoentre auf dem portugiesischen Festland. In der vom österreichischen Priester Rudolf Schermann herausgegebenen Zeitschrift Kirche intern leugnete der Kreuzorden (nach Eigenangaben etwa 160 Mitglieder im Tatjahr) im Juli 1995 Cunhas dortige Mitgliedschaft. 2006, 2010 und 2014 wurde seine Mitgliedschaft jedoch bestätigt und detailliert beschrieben. 1994 wurde die Strafdauer durch eine allgemeine Amnestie auf 11 Jahre, 4 Monate und 15 Tage verkürzt.

#### Flucht und Konsequenzen
Im April 1998 gewährte die Vollstreckungsrichterin Margarida Vieira de Almeida dem Priester gegen den Rat des Gefängnisdirektors António Oliveira einen achttägigen Freigang, den er mit seiner Mutter in Lissabon verbringen sollte. Cunha nutzte die Gelegenheit zur Flucht und setzte sich mit dem Flugzeug über Madrid nach Rio de Janeiro in Brasilien ab. Sein ursprünglicher Reisepass blieb im Gefängnis zurück; Cunha verwendete ein von der Botschaft Brasiliens in Lissabon ausgestelltes Zweitexemplar. Wegen des Passvergehens wurden Ermittlungen eingeleitet.
Cunhas Flucht wurde erst 24 Stunden nach Ablauf der Rückkehrfrist ins Gefängnis bemerkt; das Justizministerium Portugals räumte Fehler bei den Grenzkontrollen ein. Justizminister José Vera Jardim teilte mit, der brasilianischen Botschaft sei Cunha als Strafgefangener bekannt gewesen. Die Correias Eltern gerichtlich zugesprochene Entschädigung wurde weder von Cunha noch von der römisch-katholischen Kirche, die ersatzweise zur Zahlung verpflichtet war, ausgezahlt (Stand vom März 2018).
In Brasilien bestritt Cunha, homosexuell zu sein, und bezichtigte entgegen der Opferaussagen seinen 26-jährigen Taufpaten José Martins, die ihm selbst zugeschriebenen pornografischen Fotos angefertigt zu haben. Zudem behauptete er, zum Tatzeitpunkt mit einem anderen Jungen in seinem Wagen gewesen zu sein und künftig mit Bedürftigen arbeiten zu wollen. Portugal führte nach der Flucht ein Gesetz ein, nach dem die Flughäfen Listen von Freigängern erhalten, so dass sich der Fall nicht wiederholen kann.

#### Kirchliche Unterstützung des Täters
Frederico Cunha wurde seitens der katholischen Kirche weder für die Missbrauchsfälle noch für den Mord zur Verantwortung gezogen und verblieb auch nach seiner Flucht im Amt.
Erst im Jahr 2002 räumte Teodoro Faria, trotz der Widerlegung seiner falschen Angaben zugunsten Cunhas noch immer Bischof von Funchal, seine Kenntnis von Cunhas pädophilen Handlungen ein. Cunhas Schuld an der Ermordung Correias bestritt er, wie Cunha selbst, noch im Jahr 2020. Die kirchlich nicht anerkannte, katholisch-modernistische Initiative We are Church warf dem Bischof ein „skandalös unausgeglichenes Verhalten“ in diesem Fall vor. Faria selbst verblieb noch über das Erreichen der Altersgrenze mit 75 Jahren hinaus im Bischofsamt, bis Papst Benedikt XVI. zum 8. März 2007 sein Entpflichtungsgesuch annahm.
Ein kirchenrechtliches Verfahren gegen Cunha wurde in 22 Jahren nach dem Mord nie eingeleitet. Im Juli 2015 stellte sich heraus, dass der Pater eingetragener Priester des Bistums Funchal geblieben war. Dies bestätigte er selbst im Februar 2016 und behauptete, das gegen ihn gerichtete Strafverfahren sei eine Verletzung seiner Privat- und Intimsphäre gewesen; er sei als Pater, Brasilianer und vermeintlicher Homosexueller verurteilt worden und der Staatsanwalt sei ein Schwindler gewesen. Statt zu wiederholen, er kenne die wahren Mörder, gab er diesmal an, Correias Tod könne ein Unfall gewesen sein; dies war allerdings schon 1992 durch die Obduktion ausgeschlossen worden. Das Bistum Funchal verweigerte 2016 auf Anfrage zunächst Auskünfte über den Fall. Der zuständige Ankläger Marques Freitas erklärte hierzu, er habe kein Verständnis für das Schweigen des Bistums, und fügte hinzu, Cunha habe Fluchthelfer gehabt.
Das Bistum Funchal leitete erst im August 2015 ein Prüfverfahren ein, ob Cunha suspendiert oder mit einer anderen Kirchenstrafe belegt werden sollte. Hierzu kam es zumindest bis September 2023 nicht. Im Zusammenhang mit Cunhas nie beendeten kirchlichen Aktivitäten und der Vertuschung seiner Verbrechen durch die Ortsdiözese bezeichnete der portugiesische Journalist António Fontes das Bistum Funchal als monte de esterco (Misthaufen).

### Nach der Flucht
In Rio de Janeiro angekommen, lebte Cunha zumindest bis 2006 bei seiner Mutter, die ihm durch Beschaffung eines gefälschten Reisepasses bei der Flucht geholfen hatte. Unmittelbar nach seiner Flucht erklärte er öffentlich: „Ich hatte Hilfe seitens der Kirche“. Auch in Brasilien blieb er Mitglied im Orden der Regularkanoniker vom Heiligen Kreuz, der Eliteorganisation des Engelwerkes. Bis 2004 fiel er erneut durch sexuelle Verführung Jugendlicher auf. Kurz nach Cunhas Rückkehr nach Brasilien erklärte die dortige Justizstaatssekretärin Sandra Valle, Cunha könne rechtlich auch in Brasilien für ein in Portugal begangenes Verbrechen verurteilt werden, wie es der portugiesische Generalstaatsanwalt Cunha Rodrigues forderte; hierzu kam es in der Praxis nicht.
Die Regierung Portugals erließ einen Haftbefehl; Außenminister Jaime Gama forderte eine Erklärung der brasilianischen Regierung, die er erhielt. Nach der Rückkehr nach Brasilien behauptete Cunha, er kenne die wahren Täter; er könne genug Beweise für seine Unschuld erbringen, um ein Wiederaufnahmeverfahren in Portugal oder Brasilien herbeizuführen, und sei nur ein Sündenbock gewesen. Auch habe der portugiesische Geheimdienst seine Unschuld bewiesen, dies sei aber vom Gericht nicht akzeptiert worden. Ein Jugendlicher, der den wahren Täter gekannt habe, sei ebenfalls ermordet worden. Die Anklage konnte jedoch nicht erschüttert werden, so dass es beim gültigen Schuldspruch blieb.

#### Straftaten in Brasilien 2007–2015
Wie die Bundespolizei in Rio de Janeiro bekannt gab, wurde Cunha am 18. Mai 2007 unter der Anklage eines in Brasilien begangenen Falles sexuellen Missbrauchs festgenommen. Beim Opfer handelte es sich um einen ehemaligen Schüler einer Einrichtung, in der sich Cunha trotz seiner bekannten Vorstrafe weiterhin durch Liturgiefeiern, Eheschließungen und Taufen priesterlich betätigte und Alphabetisierungskurse gab. Cunha kam gegen eine Kaution in Höhe von 10.000 Reáis vorübergehend frei, erhielt aber für den Fall in Brasilien eine Freiheitsstrafe in unbekannter Höhe. Zu einem späteren Zeitpunkt erhielt er eine Strafe wegen Diebstahls, die ins bundesweite brasilianische Führungszeugnis eingetragen wurde.

#### Auslieferungsbemühungen
2003 verzichtete Portugal vorläufig auf weitere Auslieferungsbegehren. Portugals spätere Versuche, die Auslieferung des seit 2007 in Brasilien einsitzenden Täters zu erreichen, führten zu einer heftigen Auseinandersetzung beider Staaten auf diplomatischer Ebene und blieben wie die ersten Auslieferungsgesuche erfolglos.
Auf einem Kongress von Richtern auf den Azoren im Jahr 2011 schlug der brasilianische Berufungsrichter Marco António Silva vor, Cunha im Wege eines Gefangenenaustauschs zur Verbüßung der Reststrafe an Portugal auszuliefern. Im Gegenzug sollte der des Mordes an einer Mandantin in Brasilien verdächtigte portugiesische Rechtsanwalt Duarte Lima der brasilianischen Justiz überstellt werden.
José Quaresma, Vollstreckungsrichter in der portugiesischen Stadt Coimbra, gab hierzu zu bedenken, dass Portugal mangels eines Auslieferungsabkommens mit Brasilien keine Inländer dorthin auszuweisen pflegte. Quaresma erklärte darüber hinaus, der bisher lediglich tatverdächtige Lima könne als solcher nicht ausgeliefert werden. Silva äußerte sich seinerseits dahingehend, es handle sich um eine Frage der Diplomatie und ein solcher Austausch sei ungewöhnlich, aber rechtlich möglich. Silva schlug ein wechselseitiges Abkommen zwischen den beiden Staaten vor. Für Taten, die nach August 1998 begangen wurden, existierte bereits ein Auslieferungsabkommen, wodurch sich gleich gelagerte Fälle nicht mehr wiederholen konnten.
2015 beschimpfte Cunha den Staatsanwalt und die Richter in seinem Mordprozess als Faschisten und Feiglinge. Zugleich lobte er Papst Franziskus im Zusammenhang mit dessen Einsatz gegen Pädophilie. Nach Angaben seines Verteidigers sollte die Strafverfolgung 2018 verjähren; allerdings kam wegen Cunhas Flucht auch das Ruhen der Verjährung oder eine Verlängerung der Frist in Frage. Vor diesem Hintergrund erklärte Cunha, auch im Verjährungsfall Brasilien nicht mehr verlassen zu wollen. Zu diesem Zeitpunkt lebte er mit seiner Mutter in Rio de Janeiro, zwischen den Stadtteilen Copacabana und Ipanema, wo er weiterhin Messen feierte, ohne im örtlich zuständigen Erzbistum Rio de Janeiro inkardiniert zu sein.

#### Leben in Rio de Janeiro
2015 verglich Cunha das Vorgehen der portugiesischen Justiz und Presse mit dem Handeln des nationalsozialistischen Propagandaministers Joseph Goebbels und bestritt erneut, pädophil und ein Mörder zu sein. Im Februar 2016 berichtete die brasilianische Journalistin Tânia de Laranjo, der wegen des Mordes an Luís Miguel Correia zur Schadenersatzzahlung verpflichtete flüchtige Priester führe ein Luxusleben in Copacabana. 2021 gab er an, immer noch Messen zu feiern. Das Erzbistum Rio de Janeiro erklärte im September 2023, Cunha nicht zu kennen; es gebe kein Dokument, das ihm erlaube, dort das Priesteramt auszuüben.

#### Verjährung des Mordes 2018
Die Vollstreckbarkeit des internationalen Haftbefehls und der Reststrafe verjährte am 8. April 2018. Gleichwohl bleibt das Einreiseverbot nach Portugal gültig und der Entschädigungsanspruch der Hinterbliebenen bleibt bestehen; beim Versuch der Wiedereinreise droht Cunha weiterhin die Festnahme. Mit Stand von August 2018 hielt er sich weiter in Brasilien auf. Im selben Jahr verstarb die Mutter des Mordopfers, Gorrete Correia; sein Vater wanderte nach England aus, Cunhas Anhänger Miguel Noite nach Frankreich. Pater Cunha erklärte, keine Rückkehr nach Portugal zu beabsichtigen.

## Laisierung und zweite Flucht
Auf Anregung von Nuno Brás da Silva Martins, Bischof von Funchal, wurde Cunha von Papst Franziskus im Februar 2024 in den Laienstand versetzt und verlor damit sämtliche Rechte und Pflichten als Priester. Sein Zölibat wurde aufgehoben. Er flüchtete aus Brasilien; sein Aufenthaltsort ist unbekannt.

## Rezeption
Cunhas Taten und sein Nachtatverhalten wurden in den Medien umfangreich behandelt; zur Resonanz im Internet siehe Links unter Einzelnachweise und Weblinks. Der Fall Cunha war das Strafverfahren mit den bis dahin meisten Presseberichten in der Geschichte Portugals. Im September 2020 war der Fall erster Gegenstand der Fernsehserie Depois do Crime („Nach dem Verbrechen“), die im 1. Programm des Portugiesischen Fernsehens ausgestrahlt wurde.

### Sachliteratur
1995 kritisierte der österreichische Journalist Walter Axtmann den Bischof von Funchal, der während des Strafverfahrens gegen Cunha die zuständige Staatsanwaltschaft verbal angegriffen und den Mörder öffentlich in Schutz genommen hatte. Der portugiesische Schriftsteller César Príncipe thematisierte 2004 sowohl Cunhas weitere Mitgliedschaft im Kreuzorden als auch die nach der Flucht fortgesetzte sexuelle Annäherung des Priesters an Jugendliche. Im Jahr 2013 übte der deutsche katholische Theologe und Schriftsteller David Berger Kritik am vormaligen Papst Benedikt XVI., der 2006 den Engelwerk-Priester Athanasius Schneider ORC zum Weihbischof im kasachischen Bistum Karaganda ernannt hatte, obwohl das Engelwerk unter anderem durch den Mord und sexuellen Missbrauch auf Madeira laut Berger „in einem zweifelhaften Licht stand“.

### Biografie
- Leonor Barros da Cunha: Padre Frederico, meu filho. Lisboa Estar, 1998, ISBN 972-8095-38-4

### Fernsehberichte
- Rádio e Televisão de Portugal: Depois do Crime. Folge 1, Folge 2. Ausstrahlung am 21. und 22. September 2020
- dortselbst: Julgamento do Padre Frederico. Ausstrahlung am 11. Februar 1993
- dortselbst: Sentença do Padre Frederico Cunha. Ausstrahlung am 10. März 1993
- dortselbst: Dom Teodoro pronuncia-se sobre a sentença do padre Frederico. Ausstrahlung am 16. März 1993
- dortselbst: Treze: Criminosos. Padre Frederico. Ohne Datumsangabe, nach der Flucht ausgestrahlt